# Mochna jarní
Mochna jarní (Potentilla verna, syn. P. tabernaemontani) je víceletá, nízká bylina rostoucí v polštářovitých menších trsech.

## Popis
Lodyhy jsou vystoupavé nebo přímé, tenké, chlupaté, s 1 až 2, 3 až 5četnými listy. Přízemní listy dlanitě 5 až 7četné, lístky na líci lysé až přitiskle krátce chlupaté, na rubu hlavně na okrajích a žilnatině chlupaté, bez hvězdovitých chlupů. Stonek chlupatý, poléhavý až vystoupavý, často červeně naběhlý. Květenství 1 až 8 květé, volné. Květy v latě, květní plátky vykrojené, nepřekrývající se, 5četné, žluté. Kvete v březnu až dubnu. Druh je velmi variabilní a rozpadá se do řady poddruhů. Intenzita ochlupení je tím menší, čím západněji, či severněji rostlina roste a stejně tak na vlhčích a stinných stanovištích je odění řidší.

## Příbuznost
Velmi podobná je mochna písečná (P. arenaria), která je na rubu lístků hustě, šedozeleně, hvězdovitě plstnatá.

## Terminologie

### Užívaná synonyma
- Potentilla tabernaemontani
- Potentilla neumanniana Auct.

## Fotogalerie

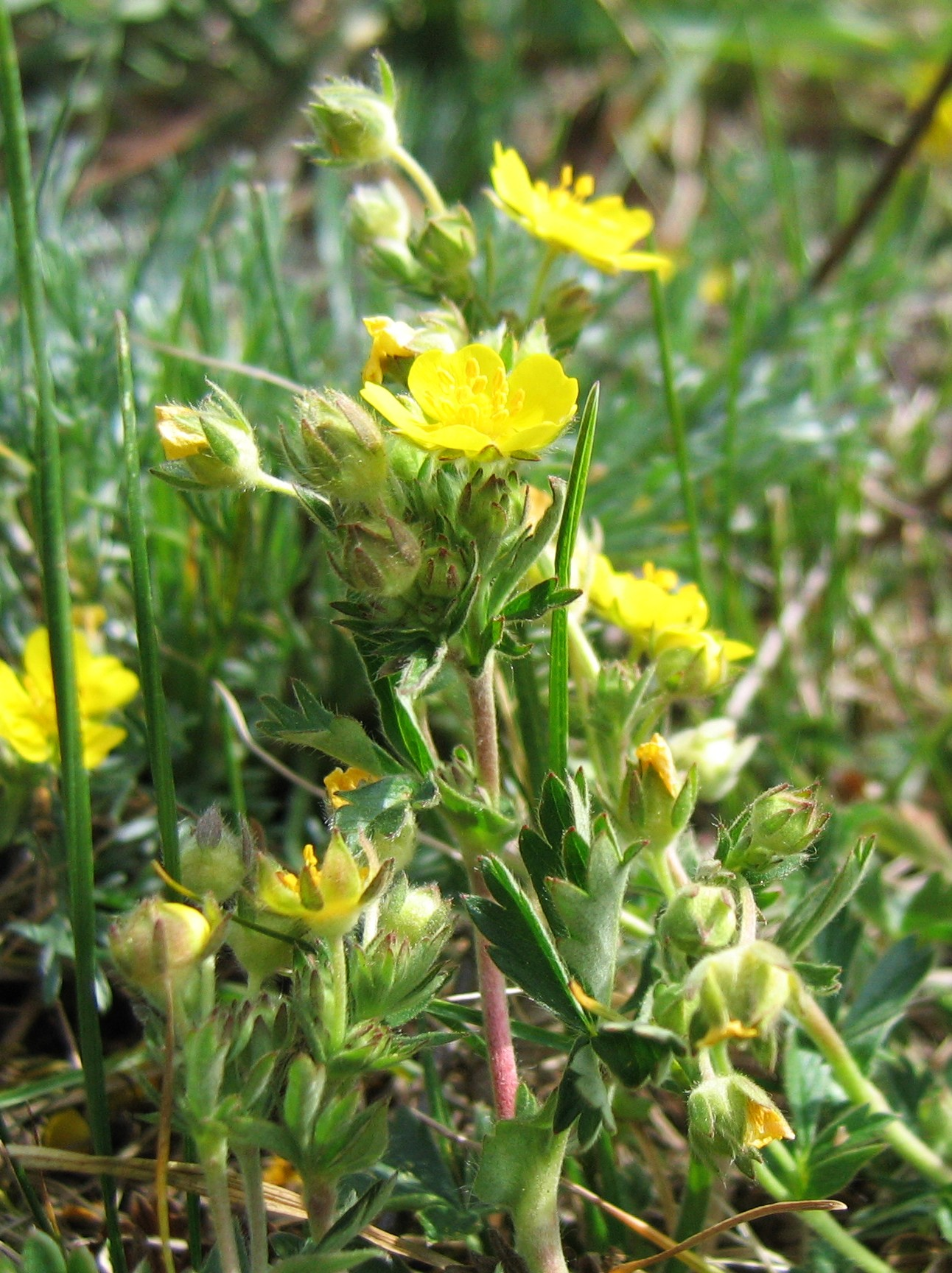
Habitus
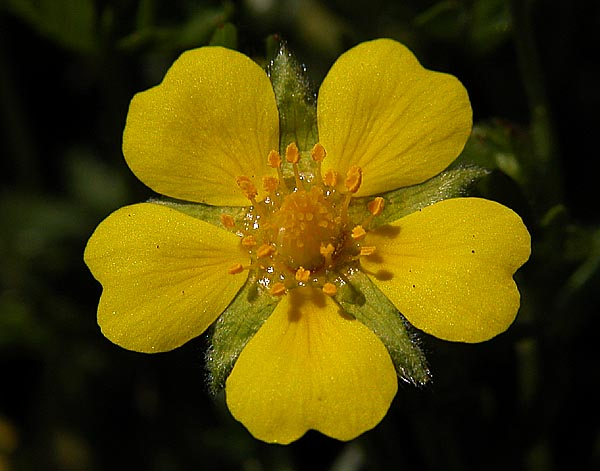
Detail květu
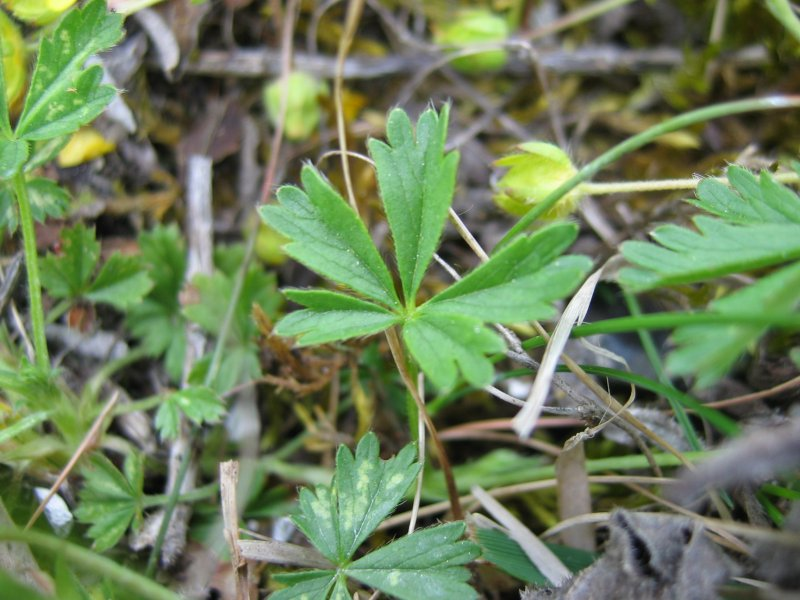
Detail listu